# 志田 (甲斐市)
志田（しだ）は、山梨県甲斐市の町名。

## 立地と地理的景観
甲府盆地北西部に位置する。甲斐市宇津谷・岩森、下今井、韮崎市龍岡町下條南割に隣接する。一帯は盆地西部を南流する釜無川の左岸地域で、茅ヶ岳南麓から連続するく釜無左岸の氾濫原上に立地する。
釜無川は歴史的に盛んに流路を変化させているが、現在の流路は志田地域の南端を東流しており、甲斐市下今井と南アルプス市上高砂・野牛島地域を結ぶ双田橋付近で、同じく東流する御勅使川と合流し、甲斐市竜王の信玄堤付近で流路を南に変える。志田地域の東端には釜無川支流の東川も南流している。
志田地域は東西に国道20号（甲州街道）が通過し、隣接する下今井では山梨県道6号（穂坂路）が甲州街道に接続した。また、甲州街道は志田区域の東端から国道52号が南に分岐し、甲斐市下今井を通過して南アルプス市方面へ通じている。また、東西に中央本線が通じており、隣接する甲斐市下今井には塩崎駅が所在する。

## 志田の歴史

### 古代・中世

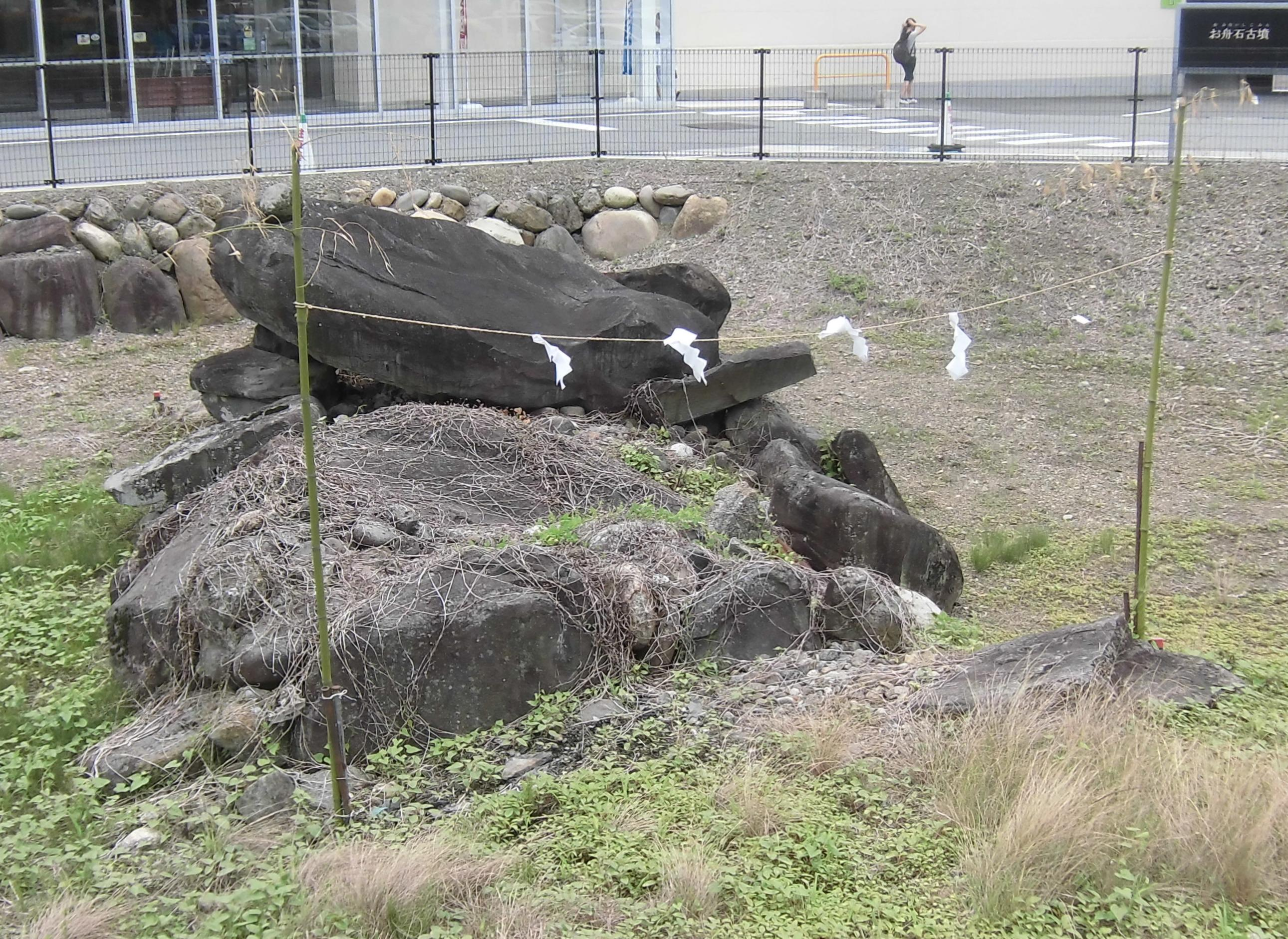
お舟石古墳

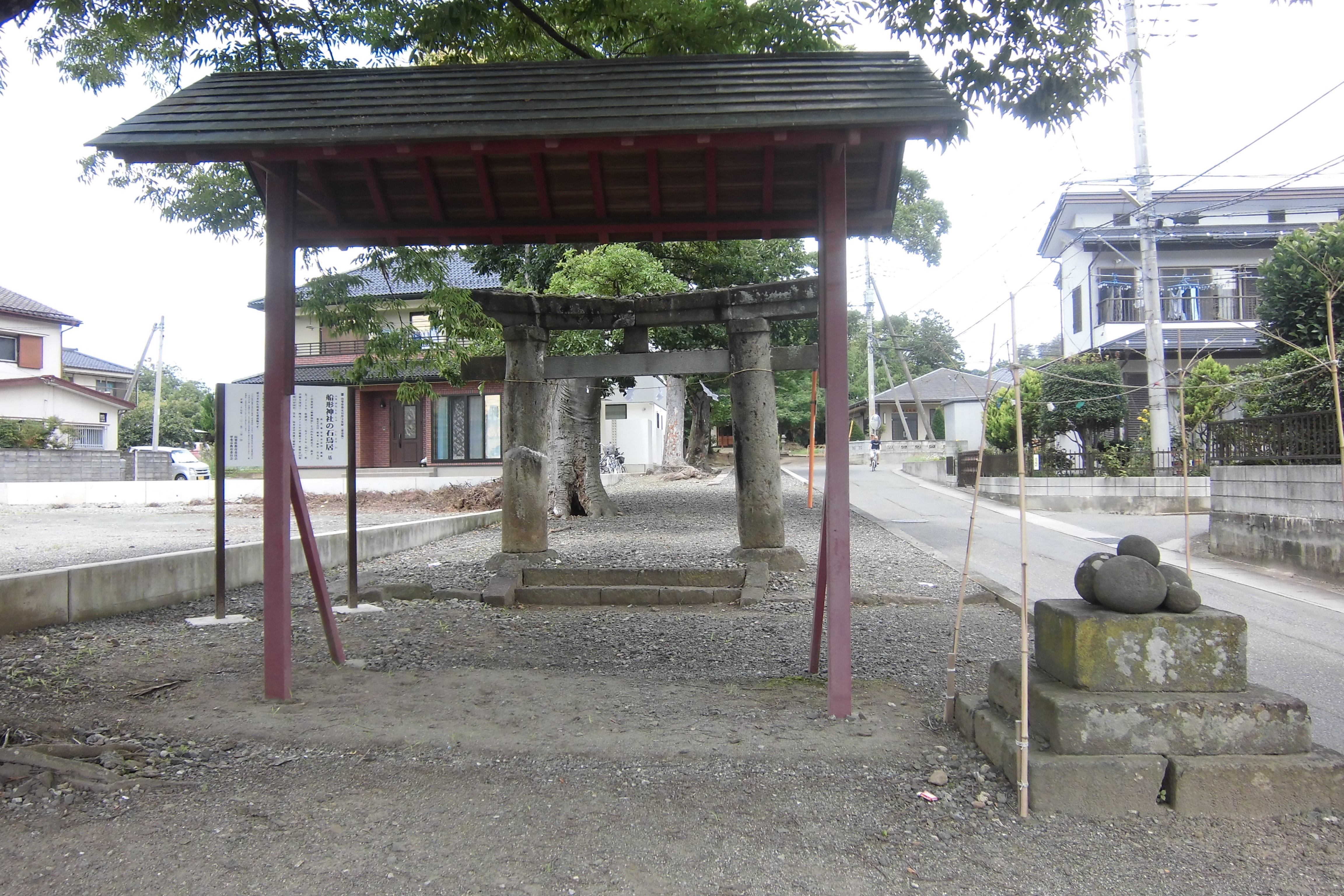
船形神社（諏訪神社）と石鳥居。画面右下に道祖神がある。

古代には巨摩郡に属する。志田にはお舟石古墳と同古墳を含む間々下遺跡が所在している。2005年（平成17年）に発掘調査が実施される。お船山古墳は2005年時点で石室が崩壊し、むき出しになっている。江戸時代後期の『甲斐国志』によればお船山古墳の上には諏方神社（現在の船形神社）が所在し、古墳はこの時点ですでに崩壊しており、「お船山」の語源も倒壊した石室が舟の形に見えることに由来するという。
間々下遺跡からは平安時代の住居跡が確認されており、お舟石古墳の周溝からは古墳時代の須恵器とともに馬歯3頭分が出土している。
山梨県を含む中部高地では西日本に先行する4世紀後半段階で馬が導入されている。山梨県内では甲府盆地北縁の甲府市塩部の塩部遺跡や甲府市横根町・桜井町の横根・桜井積石塚古墳群などから古墳時代の馬が出土し、お舟山古墳の馬を含めいずれも若齢であることが指摘される。古代には南アルプス市百々（どうどう）の百々遺跡において多数の牛馬骨が出土しており、一帯には八田牧（八田荘）が成立する。韮崎市には甲斐の三御牧のひとつである穂坂牧が存在し、古代には甲斐の黒駒と呼ばれる名馬を朝廷に貢いでいた。
中世には志田を遺称地とする志田郷が成立した。長野県諏訪市の諏訪市立博物館寄託の延慶元年（1308年）11月の諏訪神社旧蔵五重塔鉄露盤銘によれば、鎌倉時代に「甲斐国漆太郷」には鋳物師が居住していたが、彼らは後に天狗沢（甲斐市天狗沢）へ移転したという。
志田郷に関わる人物として『一蓮寺過去帳』には文亀3年（1502年）11月23日に供養されている道阿弥陀仏の注記に「志田道安」と記されているほか、永禄4年（1561年）の番帳には「志たの禰き」が記載されている。
『塩崎村誌』によれば、志田地域の集落は字中島付近に分布していたが、水害により現在地である字深町へ移転されたという。志田に隣接する下今井には塔の越経塚が所在し、永禄4年（1561年）在銘の経筒が出土している。
戦国時代には志田に近い甲斐市竜王に信玄堤が築堤され、釜無川の治水が行われる。永禄6年（1563年）推定7月6日付武田家朱印状（「保坂家文書」）では「保坂荘郷」と呼ばれる信玄堤周辺にあたる釜無川東流路・貢川（荒川）流域・赤坂台地・茅ヶ岳台地の15か村に対して川除普請への動員が指示されている。
一方、『甲斐国志』古跡部第九では保坂惣郷の15か村に志田を含む塩川流域の諸村を加えた19か村が「穂坂庄」と称されている。中世に「穂坂庄」と呼ばれる荘園の存在は確認されていないが、10世紀に朝廷に対して貢馬を行っていた穂坂牧の後身であると考えられている。
「徳川家印判状」（「早稲田大学所蔵文書」）によれば天正10年（1582年）8月16日には、長井吉昌（又五郎）が徳川家康から志田郷のうち30俵を本領安堵されている。また、別の「徳川家印判状」（同所所蔵）によれば同年12月9日には吉昌は同所に7貫500文を安堵されている。また、「徳川家印判状写」（「譜牒余録」）によれば、天正11年（1583年）11月9日には安倍式部丞が志田郷のうち13貫文を安堵され、さらに「徳川家康印判状写」（「譜牒余録」）によれば、天正11年3月28日には同所に2貫600文を安堵されている。
さらに、「徳川家康印判状写」（『甲斐国社記・寺記』所載）によれば、天正11年4月20日には志田の諏訪神社の神領として5貫333文が安堵されている。甲斐市竜王の曹洞宗寺院・慈照寺の寺領も存在した。

### 近世・近代
近世の九筋二領では巨摩郡北山筋に属する。『慶長古高帳』には幕府直轄領である「志田村」が見える。志田村は幕領から甲府藩領となり、享保9年（1724年）に甲斐一国の幕領化に伴い再び幕領となり、甲府代官所支配となる。
延亨3年（1746年）には御三卿・一橋家領が設置されると一橋家領となり、隣村の宇津谷村に陣屋が存在していた。寛政6年（1794年）に再び幕領となり、市川代官所支配となるが、天保6年（1835年）に甲府代官所支配に移管される。
江戸時代には甲州街道が整備され、志田村は甲州街道の一里塚が存在していた。韮崎宿へも近いため、宇津谷村・岩森村とともに助郷を務めていた。
志田村の諏訪神社は宇津谷村の諏訪大神社とともに府中八幡神社への勤番を務めている。
1875年（明治8年）には下今井村・宇津谷村と合併して塩崎村となる。1878年（明治11年）には塩崎村は北巨摩郡に属し、戦後には1955年（昭和30年）に塩崎村と登美村が合併して双葉町となる。2004年（平成16年）には新設合併により甲斐市となり現在に至る。

## 教育
志田には甲斐市立双葉西小学校のほか、隣接する宇津谷・下今井にかけて日本航空高付属中・日本航空高校の敷地がある。
双葉西小学校は1872年(明治5年)に学制が公布され、翌1873年（明治6年）には志田村をはじめ下今井村、岩森村、宇津谷村、上之山村（韮崎市）の5か村で資金133円余りを集め、志田村内の興禅寺を仮校舎とした志田学校として発足する。明治8年には合併による塩崎村の発足に伴い上之山村が分離し、塩崎小学校と改称する。1904年（明治37年）に現在地に新校舎が落成する。1955年（昭和30年）に双葉西小学校に改称される。

## 寺社

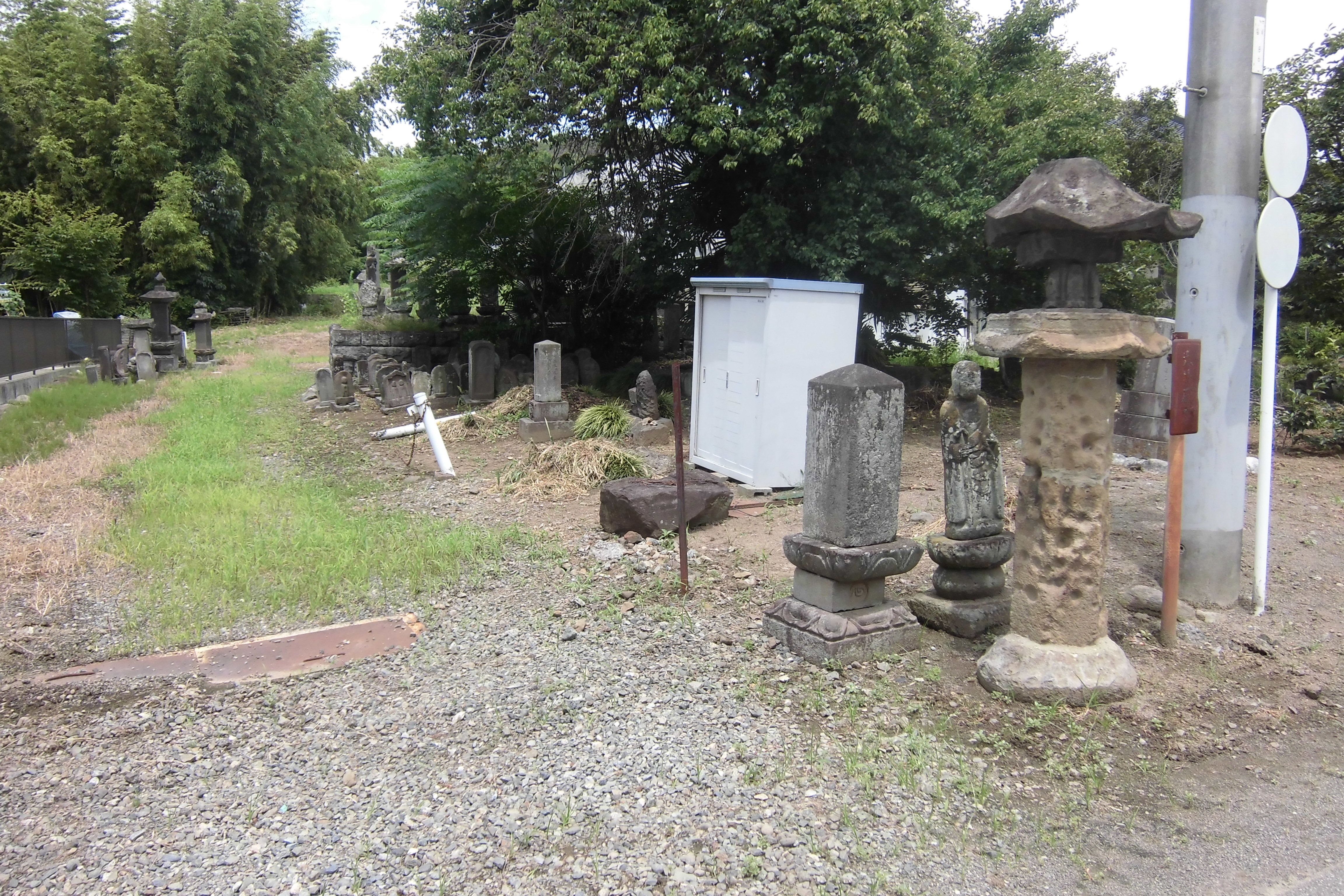
地蔵院

志田には船形神社（諏訪神社）、鎧塚稲荷神社、曹洞宗寺院の地蔵院、臨済宗妙心寺派寺院の興禅寺がある。
鎧塚稲荷神社は倉稲魂命（うかのみたまのみこと）・稚産霊命（わくむすびのみこと）を祭神として、創建年代は不明であるが、当地の地頭・曲淵吉左衛門の居館跡に稲荷神が勧請された神社であるという。「鎧塚」は神主の祢津筑後守藤原明重着用の鎧もしくは遺骸が埋葬されたことに由来すると言われ、当地は横穴式石室を有する円墳であったという。
船形神社は諏訪大社の祭神である建御名方命（たけみなかたのみこと）を祭神とし、当初は下今井砂間のお船石古墳の上に創建された。古墳の葺石の船形から船形神社と名付けられ、水害により当地に移転されたという。室町時代の応永4年（1397年）の年記を持つ石鳥居が残されており、近世には朱印地7石6斗余を得ている。

## 世帯数と人口
2018年（平成30年）8月31日現在の世帯数と人口は以下の通りである。
| 大字 | 世帯数  | 人口  |
| ---- | ------- | ----- |
| 志田 | 299世帯 | 669人 |